# NGC 5794
NGC 5794 (другие обозначения — UGC 9610, MCG 8-27-32, ZWG 248.27, PGC 53378) — спиральная галактика в созвездии Волопас.
В галактике практически отсутствует звездообразование.  NGC 5794, возможно, является примером пассивной спиральной галактики.
Этот объект входит в число перечисленных в оригинальной редакции «Нового общего каталога».